# Mezinárodní letiště Vnukovo

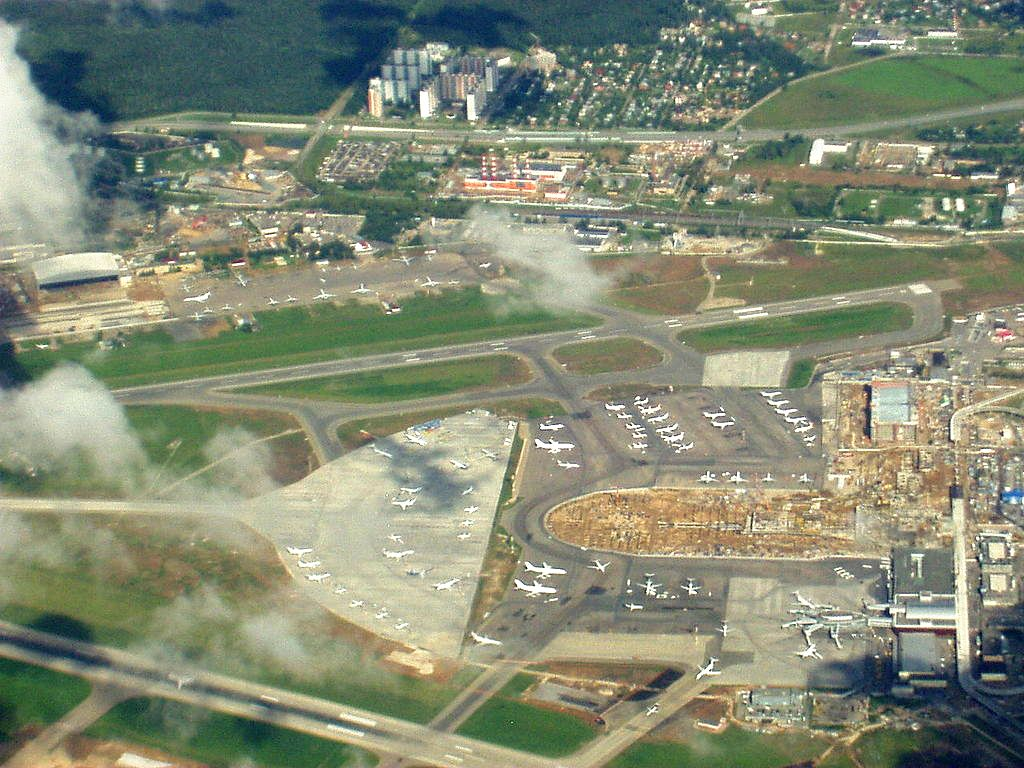
Letecký pohled na Vnukovo

Mezinárodní letiště Vnukovo (rusky Международный аэропорт Внуково, IATA: VKO, ICAO: UUWW), oficiálně Mezinárodní letiště A. N. Tupoleva Vnukovo, je mezinárodní letiště ležící zhruba 28 kilometrů na jihozápad od centra Moskvy, hlavního města Ruské federace. Je jedním z tří hlavních moskevských letišť (spolu s letištěm Domodědovo a letištěm Šeremetěvo). V roce 2010 jím prošlo téměř 9,5 miliónů cestujících, což bylo o 22 % více než v roce 2009.
Letiště má dvě vzletové a přistávací dráhy, dlouhé 3000 a 3060 metrů a široké 60 metrů. Má 4000 zaměstnanců a dokáže odbavit 3000 cestujících za hodinu. Nový terminál je navržen na propustnost 7 800 cest./h a letiště by mělo zvládnout odbavovat kolem 20 mil. cest./rok (od r. 2011).
Do komplexu letiště patří i terminál pro vládní a prezidentské lety Vnukovo 2 a VIP terminály Vnukovo 3.

## Historie
Jedná se o nejstarší funkční moskevské letiště, jeho stavbu vláda schválila v roce 1932, protože tehdejší letiště Chodynka (blízko centra a posléze v osmdesátých letech zavřené) svou kapacitou nestačilo. Vnukovo bylo otevřeno prvního července 1941 a během Velké vlastenecké války sloužilo jako vojenské letiště, pro běžné cestující bylo otevřeno po válce.
Po roce 2000 zažívá letiště mohutný rozvoj. Vláda federálního města Moskvy zpracovala program strategického rozvoje do roku 2015, kdy by se mělo letiště zařadit mezi největší světová uzlová letiště. V letech 2004, 2006 a 2010 byly otevřeny nové moderní terminály. V roce 2005 byl uveden do provozu rychlodrážní spoj Aeroexpress, jezdící do centra Moskvy na Kyjevské nádraží, popř. zastávku metra Kyjevskaja. Jízdní doba je 35 min /Jízdní řád/.

### Nehody a incidenty
- 20. října 2014 ve 23:57 Moskevského času bylo soukromé letadlo Dassault Falcon 50 směřující do Paříže zachváceno požárem a vybuchlo během startu poté, co narazilo do sněžného pluhu. Předseda představenstva společnosti Total S.A. Christophe de Margerie a tři členové posádky zahynuli. Řidič sněžného pluhu vyvázl bez zranění, v jeho krvi byl zjištěn alkohol.[1]

## Destinace
Pravidelné spoje létají z Vnukova do přibližně stovky destinací, převážně v Rusku a v postsovětských zemích. Do České republiky létala několikrát týdně linka společnosti Atlant-Soyuz na letiště Brno-Tuřany, po jejím zániku tyto lety převzal UTair. Kromě toho z letiště odlétají do mnoha desítek destinací charterové spoje.

## Letecké společnosti
Z letiště provozují pravidelné spoje asi tři desítky společností, z mezi nimi UTair, Vladivostok Air, Jakutia, Kavminvodyavia, Gazpromavia, RusLine a nízkonákladový Sky Express, které zde mají svou základnu.